# Ivo Daalder
Ivo H. Daalder (Den Haag, 2 maart 1960) is een Nederlands-Amerikaans politicoloog, diplomaat en buitenlandadviseur. Hij is sinds juli 2013 voorzitter van de Chicago Council on Global Affairs. Daarvóór was hij ambassadeur van de Verenigde Staten bij de NAVO op voordracht van president Obama. Ook maakte hij deel uit van de staf van president Bill Clinton.

## Biografie
Daalder werd geboren in Nederland als zoon van de politicoloog Hans Daalder (1928-2016). Na het Vrijzinnig-Christelijk Lyceum in Den Haag (gymnasium) succesvol te hebben afgesloten ging hij geschiedenis aan de Rijksuniversiteit Leiden studeren. Dat heeft hij één jaar gedaan, waarna hij zijn opleiding in Engeland vervolgde, aan de universiteiten van Kent (1978-1982) en Oxford (1982-1984) en in 1984 naar de Verenigde Staten ging, waar hij studeerde aan de Universiteit van Georgetown. Hij promoveerde in de politicologie aan het Massachusetts Institute of Technology en was later een fellow aan het Centrum voor Wetenschap en Internationale Betrekkingen van de Harvard-universiteit en het Internationaal Instituut voor Strategische Studies (IISS) in Londen.
Daalder is lid van de Academy of Political Science, de Council on Foreign Relations en het IISS. In 1994 werd hij tot Amerikaan genaturaliseerd.
Hij was adjunct-hoogleraar aan de School of Public Affairs van de Universiteit van Maryland, waar hij tevens onderzoeksdirecteur was aan het Centrum voor Internationale en Veiligheidsvraagstukken. Ook was hij senior fellow in internationale betrekkingen bij de denktank Brookings Institution.
In 1995 en 1996 was hij hoofd Europese Zaken van de Nationale Veiligheidsraad onder de regering-Clinton. In die functie was hij verantwoordelijk voor het coördineren van het Amerikaanse beleid inzake Bosnië en Herzegovina. 
Daalder was tweemaal buitenlandadviseur in een verkiezingscampagne voor presidentskandidaten van de Democratische Partij, te weten Howard Dean (2004) en Barack Obama (2008). Voor de laatste leidde hij een werkgroep inzake het non-proliferatiebeleid.
Op 11 maart 2009 maakte president Obama bekend dat hij Daalder bij de Senaat zou voordragen als de Permanente Vertegenwoordiger van de Verenigde Staten bij de NAVO, een functie die meestal wordt aangeduid als “ambassadeur bij de NAVO”. In NAVO-kringen werd redelijk positief gereageerd op zijn benoeming. Daalder is onder meer voorstander van meer multilateraal optreden (met veel landen gezamenlijk) in conflictsituaties en was kritisch over eenzijdig militair optreden van de VS onder de regering-Bush. Op 15 mei 2009 werd Daalder beëdigd als 20e Permanente Vertegenwoordiger.
Op 3 december 2009, daags nadat president Obama de nieuwe Amerikaanse militaire strategie voor Afghanistan had gepresenteerd en te midden van veel debat in de Nederlandse politiek over de periode na de missie-Uruzgan, riep Daalder Nederland in een brief in de Volkskrant op om ook ná het eind van die missie (augustus 2010) in Afghanistan aanwezig te blijven. Ook tijdens een NAVO-vergadering en in het interviewprogramma Buitenhof pleitte hij hiervoor.
In september 2013 werd Daalder als NAVO-ambassadeur opgevolgd door Douglas Lute.